# China-Africa Development Fund
Il China-Africa Development Fund, noto come CAD Fund, è un fondo private equity cinese amministrato dalla China Development Bank, una banca del governo cinese. Lo scopo del fondo è quello di stimolare gli investimenti in Africa da parte delle imprese cinesi attive nell'energia, nelle infrastrutture, nell'uso di risorse naturali, nella produzione e in altri settori

## Storia
La creazione del CAD Fund venne dichiarata tra le  "Otto misure" per le relazioni tra Cina e Africa dal presidente Hu Jintao al summit del Forum on China-Africa Cooperation (FOCAC) il 4 novembre 2006. Nel giugno 2007 vennero stanziati 1 miliardo di dollari dalla China Development Bank come un finanziamento iniziale destinato ad aumentare in futuro a 5 miliardi. Il fondo è entrato nella seconda fase di finanziamenti nel maggio 2010 con il raggiungimento di 2 miliardi $.

## Investimenti
Lo scopo principale del fondo è incoraggiare gli investimenti cinesi in Africa attraverso prestiti, consigli finanziari e manageriali specifici e l'identificazione di opportunità di investimenti oltre a connettere i progetti africani con gli imprenditori cinesi.
Nel solo 2009 il fondo ha investito 140 milioni $ del miliardo finanziato dalla Cina in Africa nello stesso anno. Al 2010, il fondo ha investito in più di trenta progetti per un totale di 800 milioni $, concentrandosi soprattutto sullo sviluppo industriale: sempre nel 2010,  contribuì con 382,5 milioni di rand ad un investimento di altri partner arrivando a raggiungere 1,65 miliardi di rand destinati alla Jidong Cement per la costruzione di un cementificio a Limpopo, in Sudafrica.
Il fondo ha partecipato anche all'acquisto di asset nelle risorse naturali per formare una joint venture con la China National Nuclear Corporation per comprare in Namibia la miniera di uranio a Husab per 996 milioni $ nel febbraio del 2012.
Nel dicembre del 2013, il fondo è stato il partner finanziario dell'acquisizione del 20% della Independent News and Media SA, azienda sudafricana specializzata nella stampa di giornali, per 400 milioni di rand.

## Lista di investimenti equi
- China-Africa Xinyin Investment (35%)
- Huayou Cobalt (7,59%)[5]